# مبیریک
مبیریک  یک منطقهٔ مسکونی در قطر است که در الریان (شهرداری) واقع شده‌است.
 مبیریک ۱۵٫۴ کیلومتر مربع مساحت دارد  ۳۱ متر بالاتر از سطح دریا واقع شده‌است.